# Зуттнер, Андреас
Андреас Зуттнер (нем. Andreas Suttner; 25 сентября 1876 — 5 июля 1953) — австро-венгерский фехтовальщик, призёр Олимпийских игр.
Андреас Зуттнер родился в 1876 году. В 1912 году венский k.u.k. Militär Fecht- und Turnlehrerinstitut отправил команду фехтовальщиков на Олимпийские игры в Стокгольме, которая выступала под флагом Австрии; в составе этой команды он завоевал серебряную медаль в фехтовании на саблях. Также он выступил в индивидуальном первенстве на рапирах, но безуспешно.